# Chapelle Saint-Jean-Baptiste de Vénéjan
Pour les articles homonymes, voir Chapelle Saint-Jean.
La chapelle Saint-Jean-Baptiste est une chapelle romane, située à Vénéjan dans le département français du Gard en région Occitanie.
Petite construction romane dont les fondations remontent au XIe siècle, la chapelle est abandonnée au XVIIe siècle pour une nouvelle église paroissiale. Elle est sortie de l'oubli en 1969, pour être restaurée et inscrite à l'inventaire supplémentaire des monuments historiques en 1986.

## Localisation
La chapelle se dresse sur une colline dominant la plaine et le village de Vénéjan, sur l'ancien chemin reliant Saint-Saturnin-du-Port (Pont-Saint-Esprit) à Bagnols-sur-Cèze,,.
Elle se situe au bout de l'impasse de la Chapelle à 1,6 km au sud-ouest de la chapelle Saint-Pierre de Vénéjan.

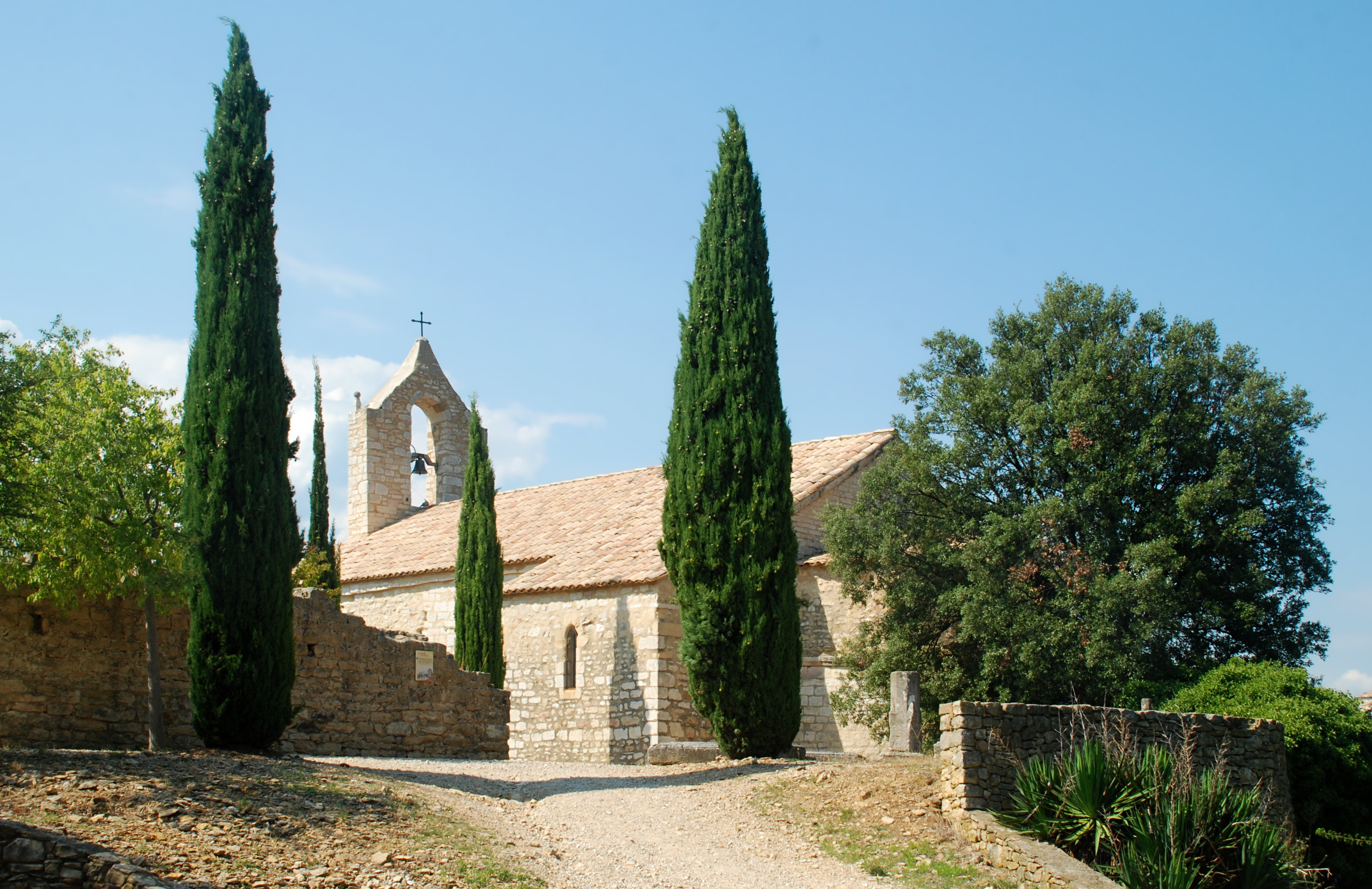
La chapelle au bout de son impasse, flanquée de cyprès.

## Historique

### Fondation
Vénéjean est à l'origine un domaine gallo-romain appelé Veneianum situé au bord du Rhône,,.
Ce domaine est abandonné au Ve siècle pour l'oppidum de Lombrun : le premier castrum du XIe siècle s'implantera sur la colline du site actuel, puis sa chapelle castrale,.

### Toponymie
Le village de Vénéjan est mentionné dès 1121 sous le nom de Castrum de Venejano. Plus tard, il apparaît sous le nom de Venejanum en 1384. Ce n'est qu'à partir de 1550 qu'il apparaît sous le nom de Vénéjan.
La chapelle est mentionnée sous le nom de Prieuré Sainct-Jean de Vénéjant en 1620.

### Édification
La chapelle Saint-Jean-Baptiste est une ancienne église paroissiale datant des XIe et XIIe siècles et modifiée aux XIVe et XVIIe siècles.
La chapelle possède des fondations du XIe siècle,. Le plan primitif ne comporte que l'abside et une nef de deux travées,.
Au XIIIe siècle, quand la chapelle castrale devient chapelle paroissiale, le seigneur du lieu fait bâtir la chapelle latérale droite,. 
À la fin du XIVe siècle, la chapelle se voit ajouter une troisième travée et reçoit sa façade actuelle,.
Enfin, la chapelle latérale gauche, dédiée à la Vierge, est élevée au XVIIe siècle, après 1647,,.
Vénéjan appartenait à la viguerie de Roquemaure, une viguerie du diocèse d'Uzès : le prieuré de Saint-Jean était à la collation de l'évêque d'Uzès.

### Oubli, redécouvertes et restauration
La chapelle Saint-Jean-Baptiste est délaissée à la fin du XVIIe siècle pour une nouvelle église paroissiale.
Redécouverte par le peintre et historien régional Léon Alègre vers 1860, elle tombe à nouveau dans l'oubli au début du XXe siècle.
« Dès 1969, Louis Brun, nouvellement installé à Vénéjan, lance dans la presse un cri d'alarme. Ouverte aux quatre vents, régulièrement visitée par les vandales, la chapelle disparaissait sous le lierre et les buissons et menaçait de s'écraser irrémédiablement ». Un comité de restauration et de sauvegarde est alors créé par le maire de l'époque pour la sauver,. Le comité regroupe des restaurateurs bénévoles qui, munis de pelles, de pioches et de brouettes, se lancent dans une épopée de plus de vingt ans pour rendre les abords praticables, mettre le bâtiment hors de l'eau, déblayer, étayer, reconstruire, colmater brèches et lézardes, avec l'aide de jeunes et de scouts dont certains viennent de Paris. Ces travaux continuent dans les années 1980 avec « la consolidation du toit, la pose des tuiles, la dotation d'une cloche, et la plantation de résineux aux abords de la chapelle ».
Enfin en 1986, la chapelle « est inscrite à l'inventaire des monuments historiques avec, pour corollaire, la possibilité de bénéficier de subsides. C'est la période où l'on découvre les peintures du XIVe siècle ».
Mais « on dut attendre les années 90 pour que l'intérieur reçoive l'aménagement définitif (dalles, balustres et vitraux) et les façades extérieures leur cure de jouvence ».

## Statut patrimonial
Propriété de la commune, la chapelle a été inscrite à l'inventaire supplémentaire des monuments historiques le 19 juin 1986,,,.

## Architecture
À l'ouest, la chapelle présente une haute façade en moellons, percée d'une porte aux piédroits harpés, impostes et arc cintré en pierre de taille très régulière. Dans sa partie haute, la façade est percée d'une fenêtre en plein cintre à ébrasement simple et profond, surmontée d'un clocher-mur à baie campanaire unique, sommé d'une croix en fer forgé et de deux boules de pierre,. La maçonnerie des parties hautes de la façade, modifiée avec des moellons beaucoup plus petits et irréguliers, s'oppose au bel appareillage de la partie basse,. La façade est cantonnée de chaînages d'angle et est percée de nombreux trous de boulin (trous destinés à ancrer les échafaudages), surtout dans sa partie haute.
« Le mur méridional présente un appareil très diversifié qui s'explique par les nombreux remaniements de la chapelle au cours des âges »,.
Les deux chapelles latérales ajoutées plus tard forment un faux transept,.
À l'est, la chapelle se termine par un petit chevet roman composé d'une abside semi-circulaire unique couverte, comme le reste de l'édifice, de tuiles orange et édifiée en moellons disposés en assises très régulières dans le bas et très irrégulières dans le haut, les deux parties étant séparées par un cordon de pierre mouluré.

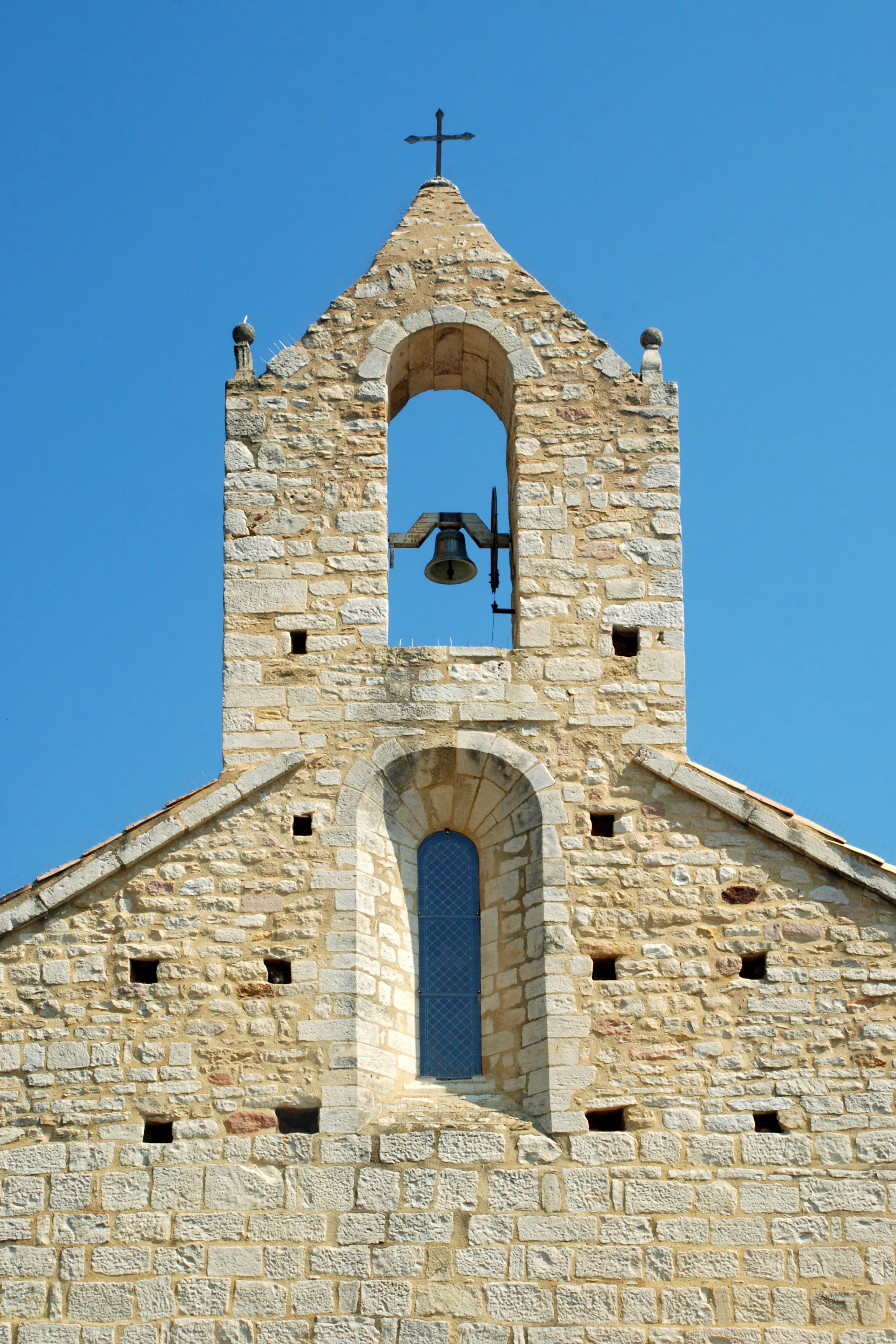
Clocher-mur.
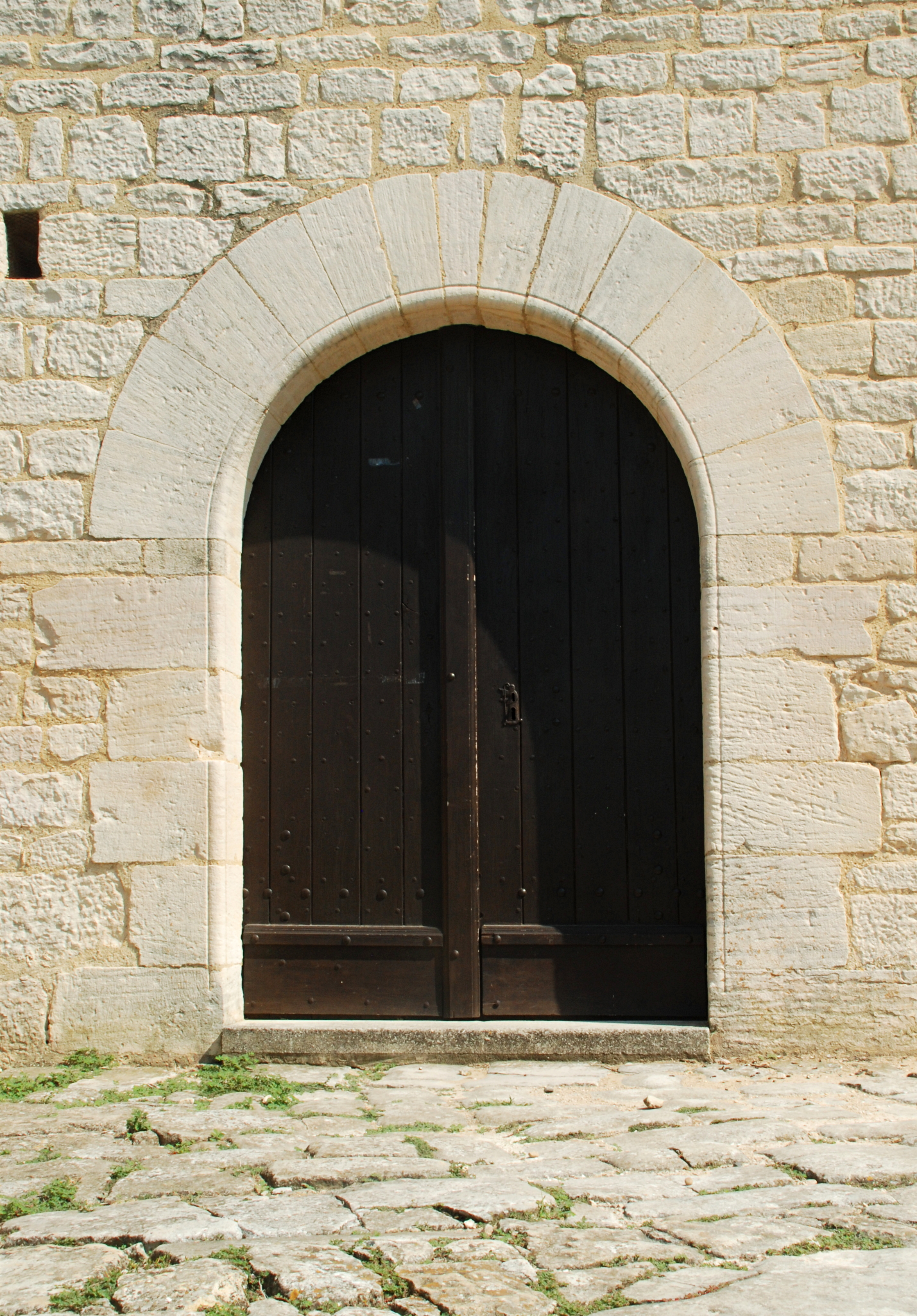
Porte cintrée.
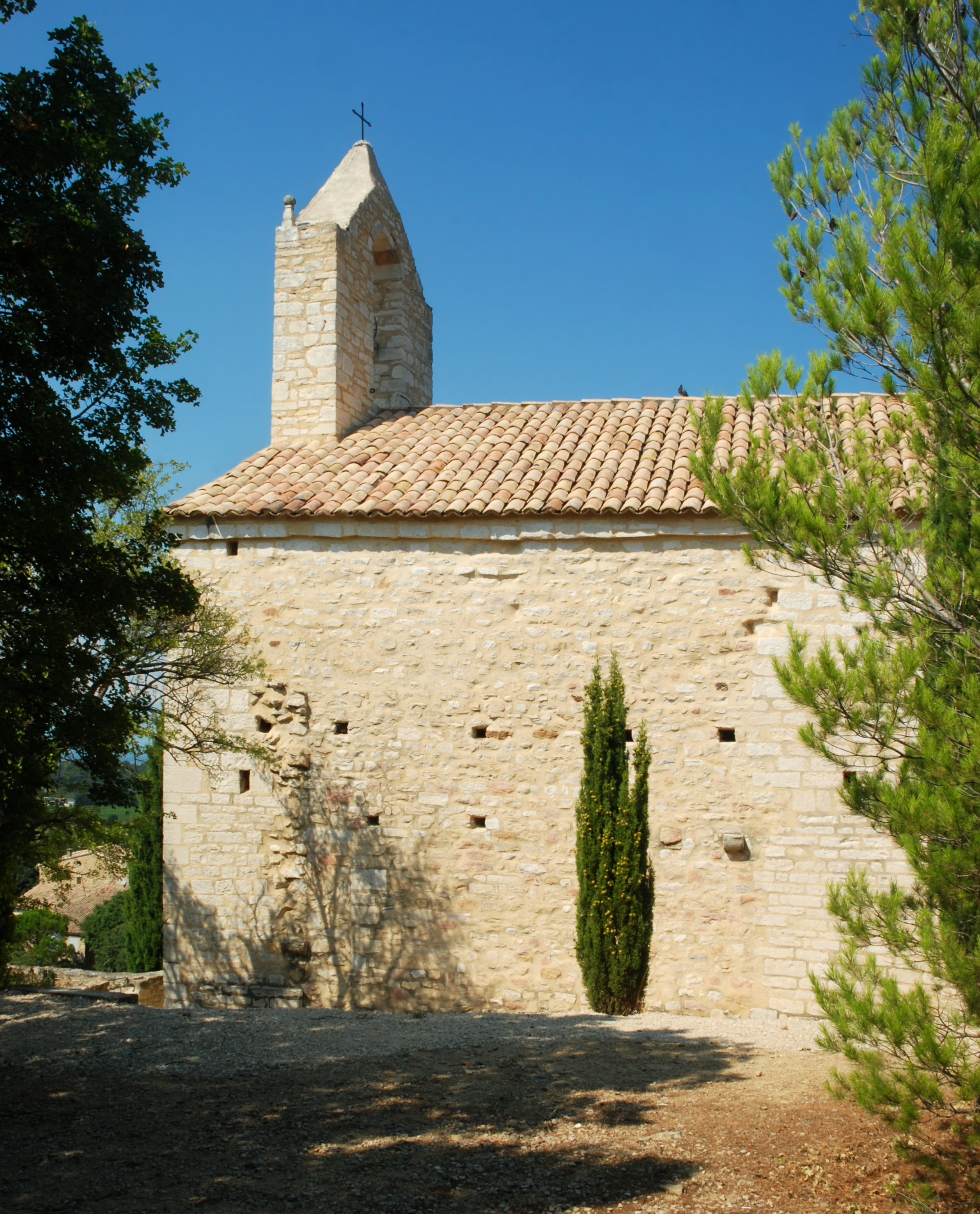
Façade méridionale et clocher-mur.
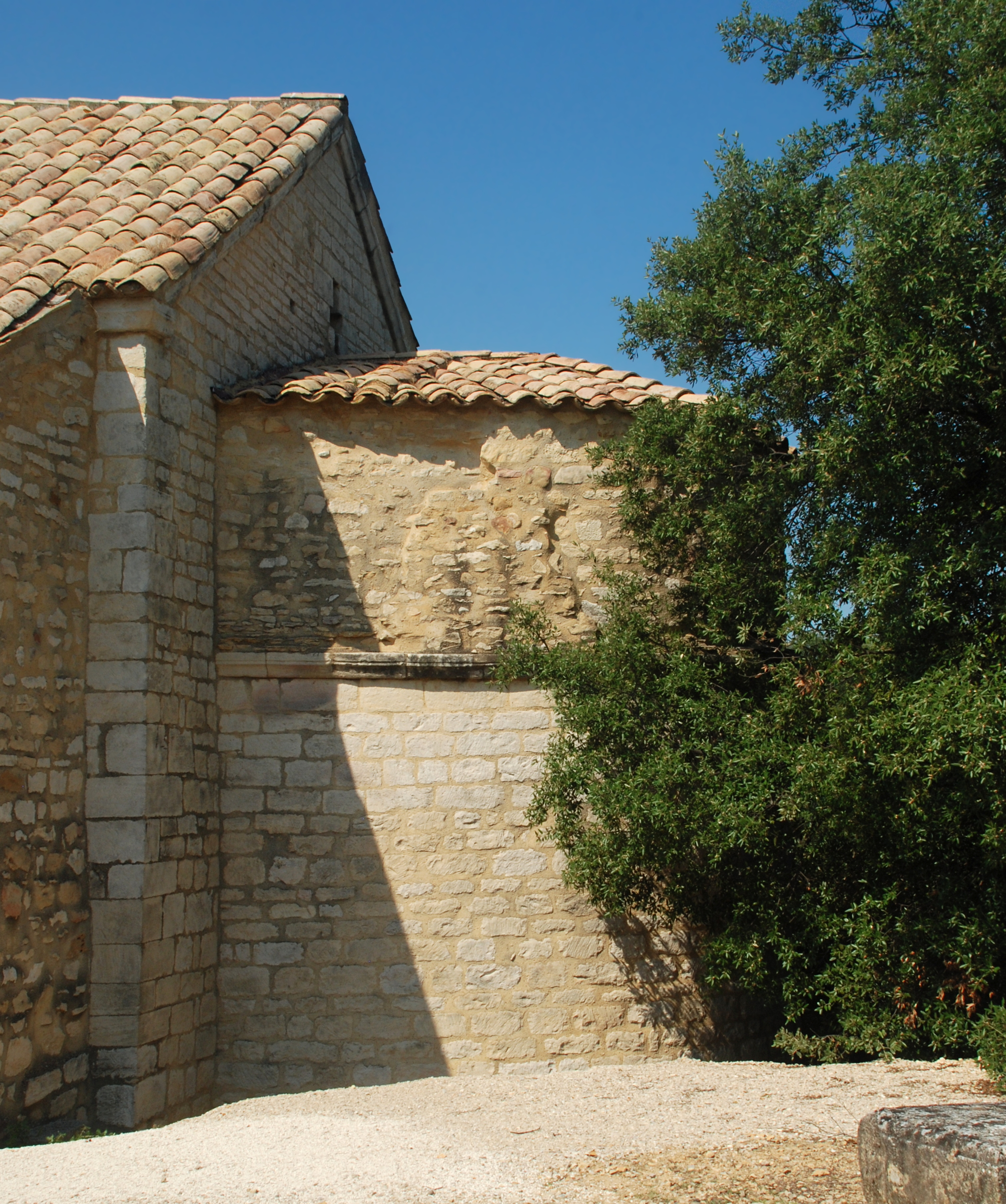
Abside.

## Peintures murales
L'intérieur conservent de belles peintures murales du XIVe siècle : datées d'environ 1320-1330,elles sont peut être une commande du cardinal Napoléon Orsini, seigneur de Vénéjan. Elles ont été redécouvertes vers 1986, à l'époque de l'inscription de l'édifice à l'inventaire supplémentaire des monuments historiques.
La voûte en cul-de-four de l'abside est ornée d'un Christ bénissant,.
L'arc triomphal est orné d'une « Roue de la Fortune » incarnant le destin, tandis que les motifs décorant la nef sont uniquement ornementaux (motifs géométriques ou végétaux).

## Cimetière et donjon
Au sud de la chapelle se dressent les vestiges d'une grande tour de guet du Xe siècle, base de l'ancien donjon qui protégeait le village.
Le côté méridional de la chapelle a été occupé par le cimetière paroissial, désaffecté vers 1860.
À l'est de la tour et de l'abside sont exposées des pierres tombales de seigneurs qui se sont succédé sur les terres de Vénéjan.

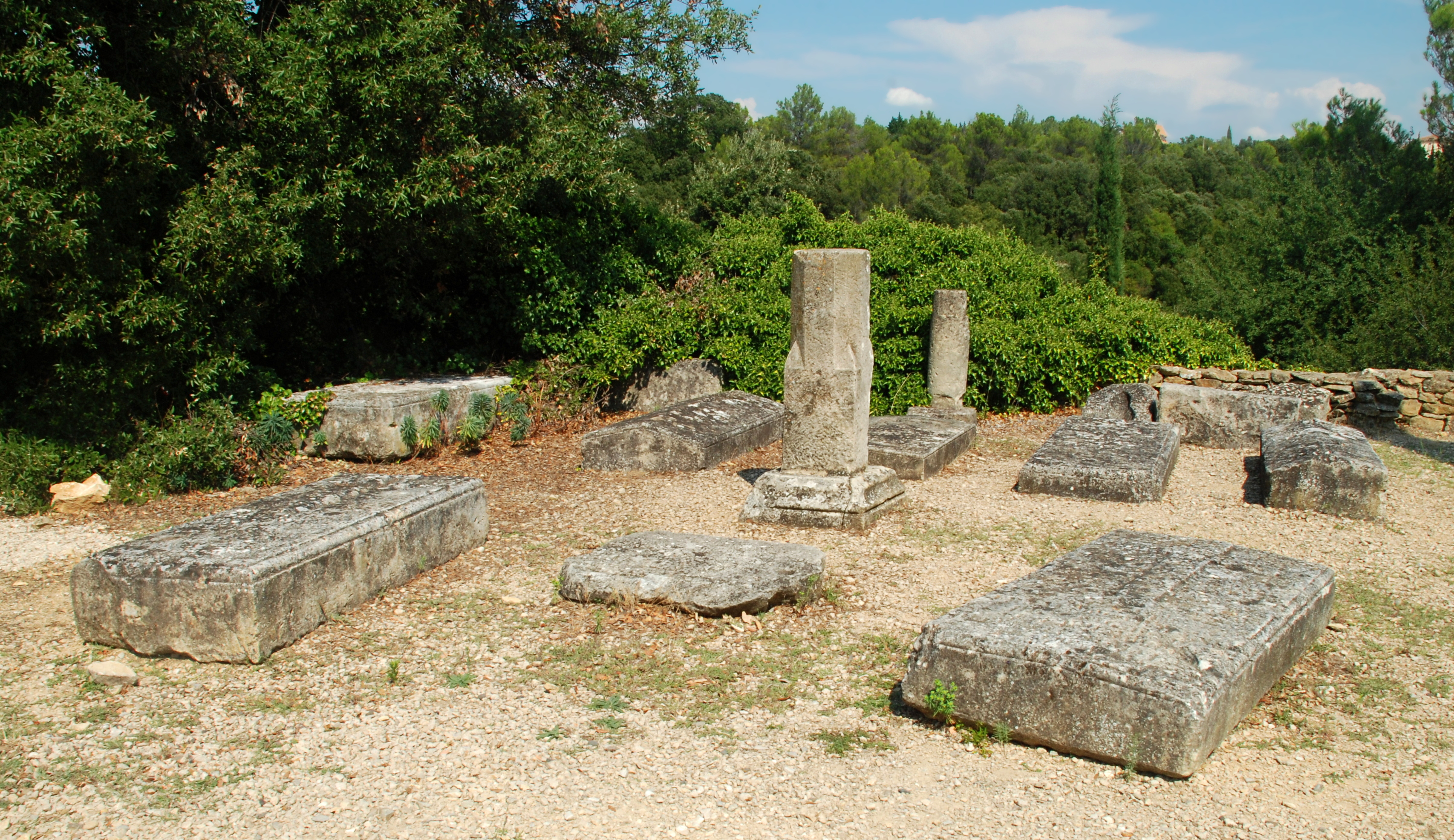
Pierres tombales de seigneurs de Vénéjan.
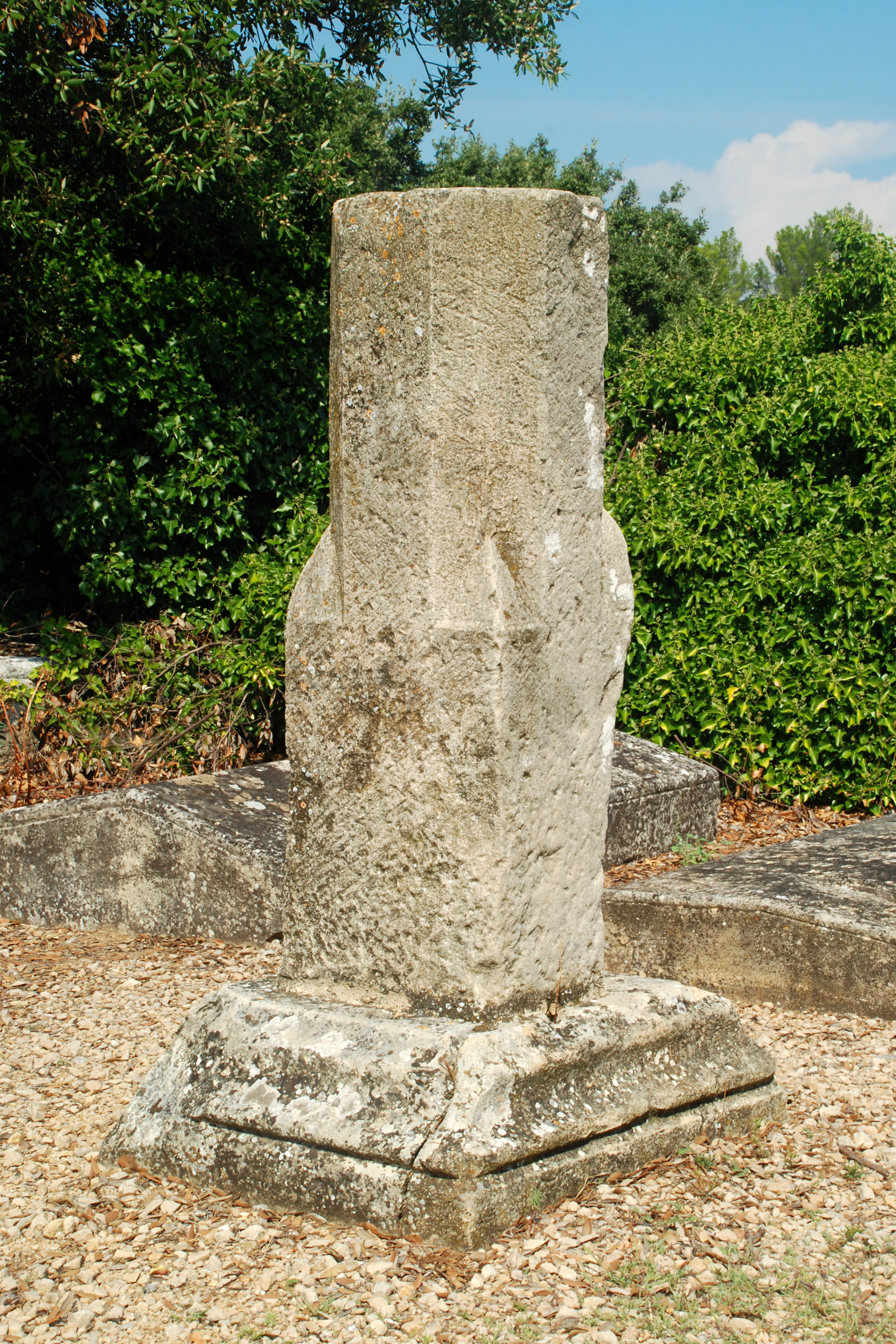
Stèle.